# Будулан (сельское поселение)
Се́льское поселе́ние «Будулан» (бур. Будаланын hомон) — муниципальное образование в Агинском районе Забайкальского края Российской Федерации.
Административный центр — село Будулан.

## История
Статус и границы сельского поселения установлены Законом Читинской области от 19 мая 2004 года «Об установлении границ, наименований вновь образованных муниципальных образований и наделении их статусом сельского, городского поселения в Читинской области».
Законом Забайкальского края от 25 декабря 2013 года № 922-ЗЗК «О преобразовании и создании некоторых населенных пунктов Забайкальского края» преобразованы следующие населенные пункты:

## Население
| 2010 | 2011 | 2012 | 2013 | 2014 | 2015 | 2016 |
| ---- | ---- | ---- | ---- | ---- | ---- | ---- |
| 890  | ↘886 | ↘845 | ↘835 | ↘812 | ↘769 | ↘738 |
| 2017 | 2018 | 2019 | 2020 | 2021 |      |      |
| ↘724 | ↘703 | ↗708 | ↘675 | ↘590 |      |      |

## Состав сельского поселения
| № | Населённый пункт | Тип населённого пункта       | Население |
| - | ---------------- | ---------------------------- | --------- |
| 1 | Будулан          | село, административный центр | ↘665      |
| 2 | Западный Будулан | село                         |           |